# Lučany nad Nisou
Lučany nad Nisou – miasto w Czechach, w kraju libereckim. 
1 stycznia 2017 miasto zamieszkiwało 1792 osoby, a ich średni wiek 41,4 roku.